# テリファー 終わらない惨劇
『テリファー 終わらない惨劇』（テリファー おわらないさんげき、原題：Terrifier 2）は、2022年制作のアメリカ合衆国のホラー映画。
ハロウィンの夜にピエロの扮装をした連続殺人鬼「アート・ザ・クラウン」が巻き起こす惨劇を描いたホラー映画『テリファー』の続編。全米公開時には生々しいバイオレンスやホラー描写のため嘔吐・失神する者が続出し、鑑賞者に注意喚起がなされるなど話題を集めた。R18+指定。

## あらすじ
1年前、ハロウィンの夜に絶命したかにみえた連続殺人鬼の“アート・ザ・クラウン”は、検死事務所で蘇り、残虐な犯行を繰り返しながら少女の姿の殺人ピエロと出会った。
そしてこの年のハロウィン。女子高生のシエナは仮装パーティーでアマゾネスに扮するために衣装を手作りしていた。シエナの父親は脳腫瘍が原因で幻覚を見るようになり、飲酒運転で事故死していた。実は父親は幻覚の中で“アート・ザ・クラウン”の犯行を予知しており、シエナなら彼を殺せると魔力のある剣を与えていた。しかし、その事実に気づいているのはシエナの弟・ジョナサンだけで、変り者の問題児と目されている彼の言葉を真に受ける者はいなかった。
仮装グッズを売る店で本物とは知らずに“アート・ザ・クラウン”と出会うシエナ。シエナを家まで尾行し、母親にハロウィンの菓子をねだったが冷たくあしらわれた“アート・ザ・クラウン”は、シエナの一家に目を付けた。その夜、シエナの留守中に母親を殺し、ジョナサンを拉致する“アート・ザ・クラウン”。
仮装パーティーの帰りにジョナサンから、仲間に置き去りにされたと電話を受け、友人の車で移動遊園地ヘ向かうシエナ。その電話は、実は少女ピエロによる声色だった。無人の移動遊園地に一人で弟を探しに入るシエナ。車で待っていた友人たちは“アート・ザ・クラウン”に殺された。
『テリファー（恐怖の人）』という名の化け物屋敷の中で目を覚まし、逃げ回るジョナサン。ジョナサンと巡り合ったシエナは、“アート・ザ・クラウン”が家から持ち出して来た魔法の剣の力を借りて彼を殺し、弟と二人で生き延びた。

## キャスト
※括弧内は日本語吹替。
- シエナ：ローレン・ラヴェラ（英語版）（筏井かなえ）
- アート・ザ・クラウン：デヴィッド・ハワード・ソーントン（英語版）
- ジョナサン：エリオット・フラム（中島咲紀）
- バーバラ：サラ・フォークト（天海玖美）
- ブルック：ケイリー・ハイマン（高木遥香）
- アリー：ケイシー・ハートネット（山下琳央）
- ヴィクトリア：サマンサ・スカフィディ（英語版）
- エリック：グリフィン・サントピエトロ
- タラ：ジェナ・カネル（英語版）
- ドーン：キャサリン・コーコラン